# 慢波睡眠

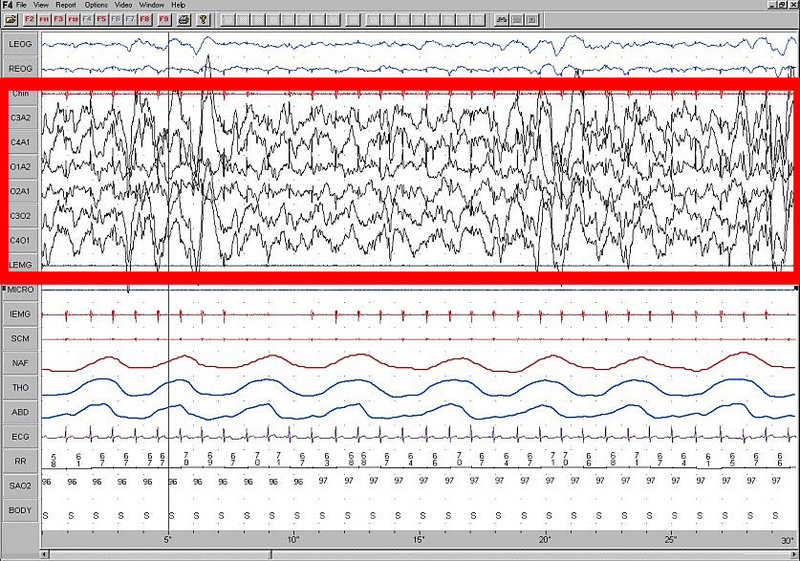
30秒的時段內多型態睡眠評估上的SWS，第四睡眠期，紅框範圍內為腦波。

慢波睡眠又稱深度睡眠，是用來指正常生理性睡眠中非快速动眼睡眠的第三、四期睡眠階段。

## 睡眠階段
- 第一睡眠期以α腦電波為主
- 第二睡眠期以θ腦電波為主 4~7 Hz，另外穿插睡眠紡錘波 8~16 Hz
- 第三睡眠期以δ腦電波為主 1~4 Hz
- 第四睡眠期以δ腦電波為主
- 快速動眼期

## 睡眠週期
由醒覺進入睡眠狀態，是依下列次序進行：
醒覺狀態、第一睡眠期、第二睡眠期、第三睡眠期、第四睡眠期、第三睡眠期、第二睡眠期、快速動眼期、第二睡眠期、第三睡眠期、第四睡眠期、第三睡眠期、第二睡眠期、快速動眼期。
越接近第一睡眠期，越容易覺醒，反之沉睡。

## 在腦電圖上的特徵
在慢波睡眠時，腦電圖的起伏可達75微伏低頻波（熟睡時的典型腦電波）。在睡眠的前三分之一時間，皆為慢波睡眠。

## 特徵
慢波睡眠也被認為是深度睡眠，這或許因為在此階段因故醒來的人們會感到意識迷迷糊糊，精神不甚清醒。如果被剝奪了這段睡眠，儘管隔了幾個小時後，身體仍然被大腦要求恢復尚未完成的慢波睡眠。